# دي تو أميغوز
دي تو أميغوز (بالأحرف اللاتينية De To Amigos أو De 2 Amigos) ثنائي  دانماركي مراهق مكوّن من نديم (بالإنجليزية:  Nadeem)‏ ومعروف أيضا (بالإنجليزية:  Nadimo)‏ وعلي (الاسم بالأحرف اللاتينية Ali) وقد اشتهر كثيرا في الدانمارك بأداء أغاني الهيب هوب ولهما عقد مع شركة اسطوانات KGB Music
ولقد اشترك الثنائي في مسابقة الأغنية للجونيورز Melodi Grand Prix بأغنية Mig Og Min Amigo (ومعناه أنا وصاحبي) عام 2012 وحلا في المرتبة الثانية من المسابقة والأغنية من تأليف وتلحين علي خضرة ونديم البهادلي وهي باللغة الدانماركية، علما أن نديم كان يبلغ من العمر 11 سنة وعلي 12 سنة أثناء تأديتهما للأغنية.
ومن الأغنيات الشهيرة للثنائي Min Drømmepige.